# Mario Bürki
Pour les articles homonymes, voir Burki.
Mario Bürki (né le 26 octobre 1977) est un compositeur suisse.

## Biographie
Depuis que Mario Bürki a commencé à écrire ses œuvres, de nombreux orchestres d'harmonies et symphoniques les ont interprétées en concerts.

## Œuvre
- Indian Fire (2002)
- Terra Pacem
- der Magnetberg ( La montagne magnétique) tiré des 1001 nuits
- Utinam (2022)[1]